# André Waterkeyn

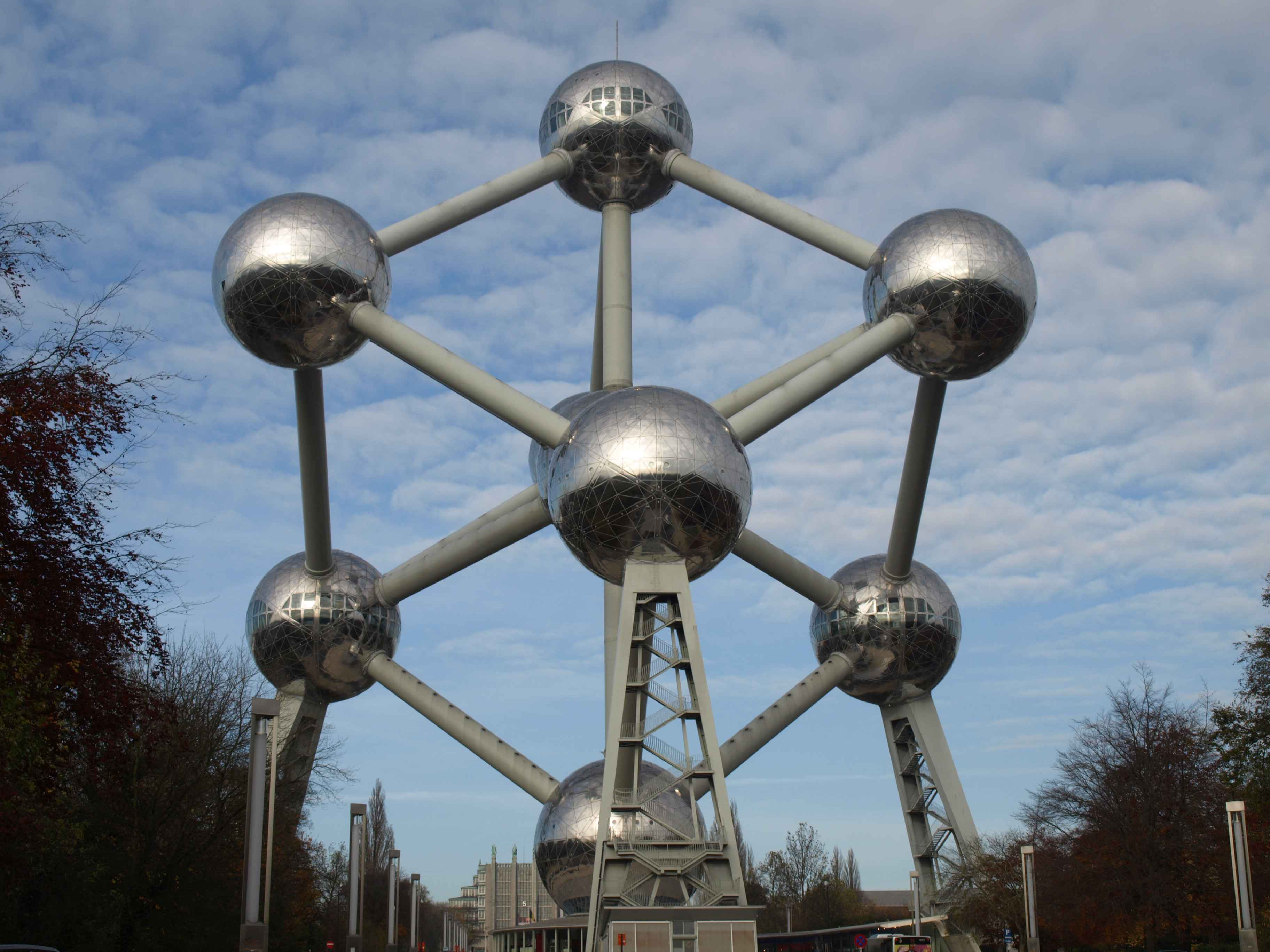
Atomium

André Waterkeyn (Wimbledon, 23 augustus 1917 – Brussel, 4 oktober 2005) was een Belgisch ingenieur. Hij is voornamelijk bekend omdat hij het Atomium in Brussel voor de wereldtentoonstelling van 1958 heeft ontworpen.

## Atomium
Waterkeyn was in 1942 afgestudeerd als ingenieur van de Katholieke Universiteit Leuven. Hij werkte in 1954 bij Fabrimetal het Belgisch Verbond van de Metaalindustrie, vandaag Agoria, toen hij de vraag kreeg van de commissaris-generaal van de Wereldtentoonstelling van 1958 om een monument te creëren dat symbool zou staan voor het vakmanschap van België.
André Waterkeyn ontwierp zelf het Atomium dat de structuur van een ijzer-kristal weergeeft. De architecturale aspecten van dit bouwwerk werden door de architecten André (1914-1988) en Jean Polak (1920-2012), schoonbroers van de ingenieur, beheerd.
Het Atomium was als tijdelijk bouwwerk bedoeld. Het sprak zodanig tot de verbeelding dat het behouden werd als embleem van Brussel, de nog jonge hoofdstad van de EEG, de voorloper van de Europese Unie. Eind jaren 90 werd Waterkeyn betrokken bij de herstelling van zijn monument. De ontwerper stierf in 2005 kort voor het einde van de restauratie. Datzelfde jaar eindigde hij op nr. 263 in de Vlaamse versie van de verkiezing van De Grootste Belg, buiten de officiële nominatielijst.
Hij bezat de rechten op alle reproducties van het Atomium en heeft ze bij de renovatie van het bouwwerk in 2000 aan de “v.z.v. Atomium" afgestaan.
André Waterkeyn zetelde in de Bestuursraad van het Atomium tot de leeftijd van 85 jaar (in 2002). Zijn zoon volgde hem in deze functie op.
Het Atomium telt 9 bollen. De bovenste bol van het Atomium werd naar zijn ontwerper genoemd.

## Hockey
Waterkeyn was in zijn jonge jaren een verdienstelijk hockeyspeler. Hij was actief bij La Rasante. Ook nam hij deel aan de Olympische Zomerspelen 1948 in Londen waar hij één wedstrijd meespeelde met de Belgische hockeyploeg die uiteindelijk vijfde eindigde.
- International Standard Name Identifier: 0000 0003 9867 5542
- Library of Congress Control Number: nr2005013994
- RKD-Nederlands Instituut voor Kunstgeschiedenis: 82997
- SNAC: w6w67b6f
- Union List of Artist Names: 500287129
- Virtual International Authority File: 267046819
- WorldCat: E39PBJhhqQcbQQWcry3rdpdYT3